# Elsie Leslie
Elsie Leslie (Orange, 14 agosto 1881 – New York, 31 ottobre 1966) è stata un'attrice teatrale statunitense, prima attrice bambina a raggiungere la celebrità (e i compensi) di una star nel teatro americano alla fine del XIX secolo.

## Biografia
Come tanti suoi piccoli coetanei, Eslie Leslie comincia a recitare sul palcoscenico fin da giovanissima. La sua prima parte importante è nel 1884, a soli 3 anni, in una celebrata produzione di Rip Van Winckle con Joseph Jefferson. 
La piccola Elsie è tuttavia destinata ad una sorte speciale. A fine Ottocento, non solo esiste una maggiore sensibilità di critica e pubblico circa il contributo degli attori bambini ma si sta sviluppando una tradizione di popolari adattamenti teatrali, che hanno per protagonisti bambini, le cui parti, secondo le convenzioni teatrali dell'epoca, erano usualmente affidate a giovani attrici nella piena adolescenza o già adulte. Eslie Leslie rompe questa convenzione recitando con enorme successo da attrice bambina non solo ruoli di comprimario ma parti protagonistiche di bambino/a.
Già nel 1887, a sei anni, Elsie diventa una star con la sua interpretazione al Lyceum Theatre di New York nel ruolo di Editha, una bambina che nella commedia di Frances Hodgson Burnett (Editha's Burglar) sente dei rumori in casa nella notte e silenziosamente cammina al piano di sotto per chiedere il ladro di far piano e di non svegliare la madre che altrimenti ne sarebbe spaventata. Accanto a lei recita E. H. Sothern a New York e William Gillette nella tournée americana che segue al successo newyorkese. 
Il clamore suscitato da questa prima interpretazione diventa un autentico trionfo quando l'anno successivo Elsie Leslie interpreta il ruolo di Little Lord Fauntleroy nello spettacolo teatrale tratto sempre da un racconto di Frances Hodgson Burnett. Dopo il debutto a Boston, la produzione originale di Broadway durò ininterrottamente dal 3 dicembre 1888 all'11 maggio 1889; ma Elsie continuò a recitare frequentemente la parte in teatro per altri quattro anni. Come ai bambini prodigio prima di lei, ad Elsie Leslie nel costume di scena di Little Lord Fauntleroy vengono dedicati ritratti celebrativi da parte di artisti (William Merritt Chase) ed ora anche di fotografi (Napoleon Sarony).
Il successo si ripete ancora nel 1890 al Broadway Theatre quando Elsie Leslie dà un'altra prova delle sue capacità e del suo virtuosismo interpretativo ricoprendo il doppio ruolo del "principe" e del "povero", in The Prince and the Pauper, spettacolo teatrale di Abby Sage Richardson basato sul celebre racconto di Mark Twain. A presentarla sulla scena la sera della prima è lo stesso Mark Twain.
In questi anni, Elsie Leslie è una celebrità che si intrattiene da pari a pari in un fitto scambio epistolare con eminenti personalità della cultura e del teatro negli Stati Uniti (Mark Twain, Edwin Booth, William Gillette, Elliott Bulloch Roosevelt e Joseph Jefferson), ma anche con coetanee come Eleanor Roosevelt e Helen Keller, che in quegli anni di nascente femminismo sono ispirate dal successo di Elsie ed aspirano già da bambine di poter conseguire da donne un ruolo di rilievo nella società.
Raggiunto l'apice del successo, Elsie Leslie si ritirò per qualche anno dalle scene, ritornandovi nel 1898 da giovane attrice in diverse produzioni teatrali. Per quanto le sue interpretazioni fossero accolte con favore, Eslie Leslie non fu capace di riguadagnare quel successo avuto da bambina. Il primo matrimonio con Jefferson Winter nel 1899 la allontanò nuovamente dalle scene per ritornarvi brevemente nel 1907 e quindi nel 1912 al fianco di George Arliss nel "Disraeli" di Louis N. Parker. Dopo il secondo matrimonio nel 1918 con Edwin J. Millikin, lasciò definitivamente il palcoscenico, vivendo il resto della propria vita a New York, fino alla morte nel 1966.